# The National (Шотландія)
The National — шотландська щоденна газета, що належить видавництву Newsquest, яка почала публікацію 24 листопада 2014 року і стала першою щоденною газетою у Шотландії, що підтримала шотландську незалежність. Запущена у відповідь на заклики читачів Newsquest на хвилі шотландського референдуму про незалежність 2014 року.